# Różyn (obwód żytomierski)
Różyn (ukr. Ружин) – osiedle typu miejskiego na Ukrainie, w obwodzie żytomierskim, siedziba władz rejonu różyńskiego.
Leży na Wyżynie Naddnieprzańskiej, nad rzeką Rastawicą.

## Historia
Założony przez litewski, książęcy ród Rużyńskich na miejscu pustyni Szczorbów, nadanej im przez Aleksandra Jagiellończyka.
Siedziba dawnej Gminy Różyn w powiecie skwirskim Gubernia kijowska.
Podczas okupacji hitlerowskiej, we wrześniu 1941 roku Niemcy utworzyli getto dla żydowskich mieszkańców. Przebywało w nim około 1000 osób. 1 marca 1943 roku Niemcy zlikwidowali getto, a Żydów zamordowali. 
W 1989 liczyło 5370 mieszkańców.
W 2013 liczyło 4607 mieszkańców.

## Zabytki
- zamek wybudowany przez księżną Różyńską w 1611 r. z okrągłymi basztami, otoczony fosą i wałami.
- pałac wybudowany przez pułkownika Antoniego Złotnickiego na fundamentach zamku[6][7].
- kościół parafialny pw. Bożego Ciała, ufundowany w 1809 r. przez hr. Józefa Kalinowskiego i jego żonę Emilię, zamknięty przez władze radzieckie w latach 30. XX w. i przebudowany na warsztat samochodowy w 1947, zwrócony wiernym w stanie pełnej dewastacji w 1990 r., przejęty przez ojców paulinów w 1992 r., odnowiony i przywrócony do kultu[8].

## Gmina partnerska
- Ulan-Majorat, województwo lubelskie